# تپه امامزاده علی‌اکبر
تپه امامزاده علی اکبر مربوط به دوران‌های تاریخی پس از اسلام است و در شهرستان تاکستان، روستای شیزر واقع شده و این اثر در تاریخ ۱۷ اسفند ۱۳۸۱ با شمارهٔ ثبت ۷۶۷۵ به‌عنوان یکی از آثار ملی ایران به ثبت رسیده است.